# Pé de atleta
Pé de atleta, denominado em termos clínicos por tinea pedis (do latim, tinha dos pés), é uma infeção da pele dos pés causada por fungos. Os sinais e sintomas mais comuns são comichão, pele escamada e vermelhidão do local infetado. Em casos graves podem aparecer bolhas na pele. Embora o fungo do pé de atleta possa infetar qualquer área do pé, geralmente cresce entre os dedos. A segunda área mais comum é a planta do pé. O mesmo fungo pode também infetar as unhas ou as mãos. O pé de atleta faz parte de um grupo de doenças denominado tinha.
O pé de atleta é causado por uma série de fungos. Os mais comuns são as espécies de Trichophyton, Epidermophyton e Microsporum. A doença é geralmente adquirida por contacto com pele infetada ou por contacto com o fungo no meio ambiente. Entre os locais mais comuns onde o fungo é capaz de sobreviver estão as piscinas e balneários. O contágio pode também dar-se a partir de outros animais. O diagnóstico tem por base os sinais e sintomas, podendo ser confirmado com uma cultura microbiológicaou pela observação da hifa ao microscópio.
As formas mais comuns de prevenção incluem evitar caminhar descalço em chuveiros públicos, manter as unhas dos pés rentes, calçar chinelos e mudar de meias todos os dias. Quando o pé é infetado deve ser mantido seco e limpo, calçando também uma sandália. O tratamento consiste geralmente na aplicação na pele de antifúngicos como o clotrimazol. Em infeções persistentes podem ser administrados antifúngicos por via oral como a terbinafina. A aplicação de pomada é geralmente recomendada pelo período de quatro semanas.
A pé de atleta é uma doença comum que afeta cerca de 15% da população mundial. É mais comum entre homens do que entre mulheres, e mais comum entre crianças mais velhas ou jovens adultos. O pé de atleta foi pela primeira vez descrito em termos médicos em 1908. Acredita-se que ao longo da História tenha sido uma doença relativamente rara, e que só se tornou comum no início do século XX com o aumento da utilização de sapatos, ginásios, guerra e viagens.